# Heterorepetobasidium
Heterorepetobasidium és un gènere de fongs de l'ordre dels auricularials (Auriculariales). El gènere es troba principalment en zones tropicals, i conté dues espècies descrites a Taiwan, H. ellipsoideum i H. subglobosum.